# 타우렌 해병
타우렌 해병(영어:Tauren Marine)은 스타크래프트 2 종족인 테란의 유닛이다. 스타크래프트 2의 캠페인과 협동전에서만 등장하는 유닛이다.

## 특징
타우렌 해병은 스타크래프트 2에서 새롭게 추가된 유닛으로 일반 해병의 강화판인 유닛이다. 타우렌 해병은 만우절을 기념하여 출시된 유닛으로 스타크래프트 2의 캠페인과 협동전에선 테란의 3번째 미션부터 사용이 가능하게 된다. 해병의 강화판답게 유닛의 능력치가 일반 해병보다 좋은데 타우렌 해병의 능력치는 체력:250, 기본 방어력:10, 공격력:24의 높은 능력치를 가진 유닛이다. 다만 타우렌 해병은 생산이 불가능한 유닛으로 스타크래프트의 캠페인과 협동전에선 스타크래프트 캠페인 에디터를 통해 유닛으로 넣어야만 플레이어가 조종할 수 있는 유닛이 된다. 일반 해병과는 달리 생산은 불가능한 유닛이지만 설정된 유닛의 값과 인구수는 광물:50원, 인구수:1이다. 전투 자극제는 일반 해병과 같이 사용하는 것이 가능하지만 타우렌 해병은 일반 해병의 전투 자극제와 달리 체력만 깎이고 이동 속도나 공격 속도의 증가 효과는 없다. 일러스트에선 멀룩 해병이란 유닛이 등장하기도 하는데 멀룩 해병은 타우렌 해병의 일종인 유닛이다.

## 같이 보기
- 스타크래프트
- 테란